# Jonquières-Saint-Vincent
Jonquières-Saint-Vincent is een gemeente in het Franse departement Gard (regio Occitanie). De plaats maakt deel uit van het arrondissement Nîmes. Jonquières-Saint-Vincent telde op 1 januari 2022 3.886 inwoners.

## Geografie
De oppervlakte van Jonquières-Saint-Vincent bedroeg op 1 januari 2022 21,32 vierkante kilometer; de bevolkingsdichtheid was toen 182,3 inwoners per km².

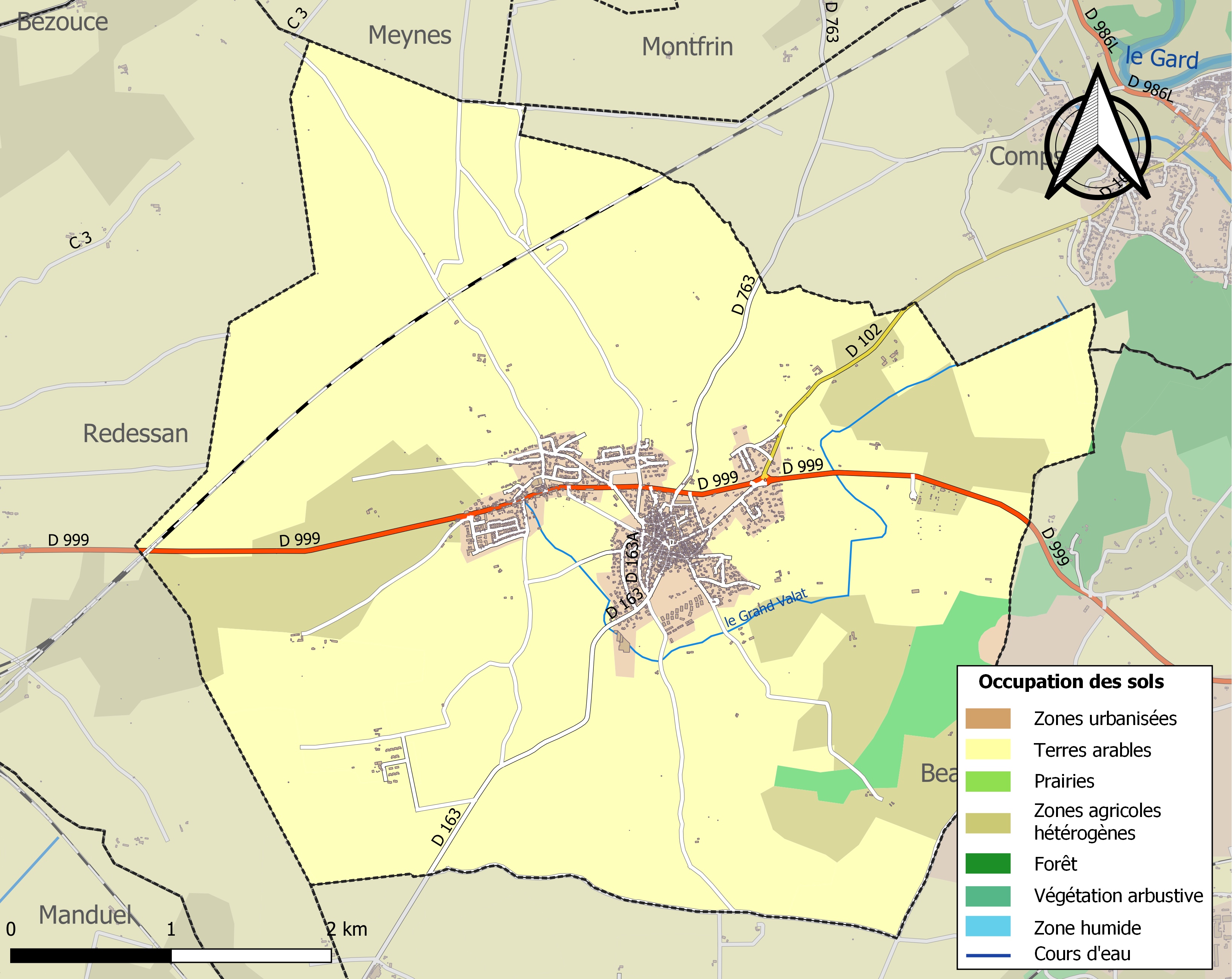
Kaart van de gemeente met belangrijkste infrastructuur, bodemgebruik en omliggende gemeenten

## Demografie
Onderstaande figuur toont het verloop van het inwonertal (bron: INSEE-tellingen).